# William Boyle, 12. hrabě z Corku a Orrery
William Boyle, 12. hrabě z Corku a Orrery (William Henry Dudley Boyle, 12th Earl of Cork and of Orrery, 12th Viscount Dungarvan, 12th Viscount Boyle of Kinalmeaky, 12th Baron Boyle of Bandonbridge, 9th Baron Boyle of Marston) (30. listopadu 1873 Farnham, Anglie – 19. dubna 1967 Londýn) byl britský admirál z rodu Boylů. Od mládí sloužil u Royal Navy, po první světové válce zastával velitelské posty v různých destinacích, dosáhl hodnosti velkoadmirála (1932). Jako dědic hraběcích titulů z Corku a Orrery zasedal od roku 1934 ve Sněmovně lordů, na počátku druhé světové války byl námořním poradcem Winstona Churchilla.

## Kariéra
Byl synem plukovníka Geralda Boyla (1840–1927) z linie hrabat z Corku, po matce byl spřízněn s rodem hrabat z Cottenhamu. V roce 1887 vstoupil do námořnictva, nejprve byl nižším důstojníkem v Lamanšském průlivu, poté sloužil v Číně a Austrálii. V letech 1913–1914 působil jako námořní atašé v Římě, v roce 1913 byl povýšen na kapitána a za první světové války bojoval na Blízkém Východě. Jako kontradmirál (1923) velel v Čínském moři, v letech 1928–1931 byl velitelem námořních záloh a v letech 1928–1932 prezidentem námořní školy v Greenwichi, od roku 1928 byl viceadmirálem, v roce 1931 byl povýšen do šlechtického stavu. V roce 1932 dosáhl hodnosti admirála a v letech 1933-1935 byl velitelem loďstva u britských břehů (Home Fleet).
Po bratranci zdědil v roce 1934 rodové tituly, ve Sněmovně lordů zasedal jako baron Marston, protože hraběcí tituly platily pouze pro Irsko. V letech 1936–1938 byl prvním námořním pobočníkem králů Jiřího V., Eduarda VIII. a Jiřího VI., v letech 1937–1938 velitelem v Portsmouthu. S hodností velkoadmirála (1938) odešel v roce 1939 do výslužby, ale na začátku druhé světové války byl reaktivován, působil především jako poradce W. Churchilla v otázce invaze z Baltského moře do Německa. V roce 1941 definitivně odešel do penze.
Byl nositelem velkokříže Viktoriina řádu (1935) a Řádu lázně (1936), v zahraničí získal francouzský Řád čestné legie, italský Řád sv. Mauricia a sv. Lazara a norský Řád svatého Olafa
Manželství s Florence Keppel (1874–1962), dcerou 7. hraběte z Albemarle, zůstalo bez potomstva, rodové tituly zdědil synovec Patrick Boyle, 13. hrabě z Corku a Orrery (1910–1995).